# Blood on the Dance Floor
„Blood on the Dance Floor“ je vodeći singl Majkla Džeksona sa remiks albuma „Blood on the Dance Floor: HIStory in the Mix“. Džekson je zajedno sa Tedijem Rajlijem prvenstveno pisao pesmu za svoj osmi studijski album iz 1991. godine, „Dangerous“. Naposletku, iako se nije našla na tom albumu, pesma je minimalno izmenjena pre nego što je komercijalno objavljena 1997. Pesma govori o Suzi, ženi koja zavodi Džeksona i zatim ga ubada nožem. Kompozicija istražuje razne žanrove od roka do fanka.
Kritičari su upoređivali „Blood on the Dance Floor“ sa muzikom sa albuma „Dangerous“. Drugi su komentarisali da se na pesmi mogu primetiti agresivni tonovi i vokalni stil, svestrani žanrovi i upečatljiva interpretacija stihova. Tadašnje ocene su bile različite a kasnije su bile pozitivne. Pesma je promovisana spotom, premijerno prikazanim na emisiji „Top of the Pops“. U njemu Suzi vadi nož da bi onda namamila i privukla Džeksona. „Blood on the Dancefloor“ je bila jedina pesma sa albuma koja je izvođena na svetskoj turneji albuma „HIStory: Past, Present and Future, Book I“. Singl je zauzimao prvo mesto u nekoliko zemalja, uključujući i u Ujedinjenom Kraljevstvu.

## Produkcija i muzika
Tedi Rajli je počeo raditi na ovoj pesmi ne bi li je ubacio na Džeksonovom albumu „Dangerous“, ali na konačnom spisku nije dospela. On je bio zabrinut jer ga Džekson nije zvao da ovaj projekt završe da bi kasnije shvatio da je pevač nameravao da ga uvrsti na remiks albumu „Blood on the Dance Floor: HIStory in the Mix“. Rajli je hteo da preoblikuje muzičku kompoziciju pesme pre nego što se pojavi na albumu.
Instrumenti koje su između ostalih bili izvođeni u ovoj pesmi su gitara i klavir. Džeksonov vokalni doseg je C3-Bb5. Pesma je izvedena u as-duru i pripada žanrovima: rok, dens, fank i nju džek sving. Džekson je objedinio mnoge od njegovih vokalnih crta poput „štucanja“ i zadihivanja. Najl Štraus iz „Njujork tajmsa“ ukazuje na to da žena koja se pominje u pesmi, Suzi, metafora je za sidu.

## Kritički prijem
Vilijem Rulmen iz „Olmjuzika“ je rekao da je „Blood On the Dance Floor“ Džeksonova pesma koja nastavlja tradiciju svog izvođenja kao što je u pesmama „“ i „“. Stefen Tomas Erlevajn, takođe iz „Olmjuzika“, je dao negativnu ocenu pesmi misleći da je bleda prerada Džeksonovih ranijih pesama „Jam“ i „“.
Muzički kritičar Nelson Džordž je uporedio pesmu sa materijalom koji se nalazi na albumu „Dangerous“, naročito sa pesmama „“ i „Dangerous“. Generalno je dao pozitivne ocene. Dugogodišnji kritičar Džeksonovog javnog života Rendi Taraboreli je dao retrospektivnu analizu albuma u pevačevoj biografiji „Magija i ludilo“. Taraboreli smatra da je ova pesma jedna od Džeksonovih najboljih kao i da je pesma za koju fanovi iz SAD- a nisu čak ni čuli da postoji. 2005. Džej Ti Grifit iz „Olmjuzika“ je rekao da je „Blood on the Dance Floor“ dobra pesma napominjući da je teško slušati je a uz to ne plesati.

## Promocija
„Blood on the Dance Floor“ je bila jedina pesma sa „Blood on the Dance Floor: HIStory in the Mix“ koja se pojavila na listi pesama izvođenih na svetskoj turneji albuma „“.
Direktori spota pesme su Džekson i Vinsent Peterson. Premijerno je prikazan na britanskoj emisiji „Top of the Pops“ 28. 3. 1997. nekoliko nedelja nakon svog izdanja kao singla. Spot počinje sa nožem koji je bačen prema jednoj slici. Na slici stoji natpis „SUZI + JA“ preko srca koje krvari. Zatim Džekson i grupa plesača nastupa da bi on onda prišao ženi Suzi plešući uz perkusije. Malo kasnije pevač se pojavljuje kako sedi pored stola na kom žena igra da bi ga privukla. Tokom spota, Džekson daje seksualno atraktivne znake prema ženi koju igra Sibil Azur. Dok pleše sa njom Džekson joj otkriva koleno i tu nalazi nož. Zatim dok par igra poslednji ples taj nož biva jasno vidljiv. Spot završava istim kadrom kojim je započet, sa nožem zabodenim na slici. Spot je osvojio nagradu u Brazilu za „Najbolji internacionalni spot godine“.
Nakon snimanja spota, Azur je dala intervju na kom je izjavila: „Bila sam pozvana od strane Vinsenta Petersona za „Blood on the Dance Floor“. Rekao mi je da treba da budem u Latino stilu, nešto kao mambo. Stigla sam noseći salsa haljinicu, mrežaste čarape i moja kosa je bila kao zečji rep sa cvetom. Bila sam spremna za kameru sa svom opremom. To nije sve što su produceri hteli da vide ali ono što sam ja sa njima uradila pomoglo im je da videli svoju viziju još više.“
„Refugee Camp Mix“ pesme se pojavio na kolekciji Džeksonovih spotova zvanoj „HIStory on Film, Volume II“. Prvobitna pesma se pojavila na spotu kasnije na DVD „Number Ones“ i sadržao je do tada neizdate scene. Još uz to, Peterson je snimio neizdatu, alternativnu verziju spota sa 8mm kamerom. Prema njegovim rečima Džeksonu se ta verzija dopadala ali Soni je čak šta više mrzio i odbio je da izda.
„Njujork Tajms“ je opisivao promociju albuma u SAD- u kao neuobičajenom što je kod mnogih izazivalo sumnju i tužbe u odnos Džeksona i Sonija. Pevačeva kuća je odbijala tužbe govoreći da stoje iza albuma jer je Majkl svakako jedna od njihovih superzvezda i da ga tako i tretiraju. „Njujork Tajms“ je zatim objavio da promocija je bila jača na međunarodnom nivou gde je Džekson imao još više uspeha i popularnosti.

## Nastup na listama
Pesma je bila top 10 hit u gotovo svakoj zemlji Evropske Unije. Bila je na vrhu lista u Ujedinjenom Kraljevstvu kao i Španiji i Novom Zelandu gde je bila 11 nedelja na vrhu. U UK je prodata u 85 000 kopija tokom svoje prve nedelje, dovoljno da ne dozvoli da pesma Džeksonovog prijatelja i saradnika R. Kelija „I Believe I Can Fly“ bude na prvom mestu. Pesma je bila Džeksonov sedmi broj jedan solo hit u UK iako je pala na osmom mestu u toku svoje druge nedelje kao singla. Evropska zemlja gde je „Blood on the Dance Floor“ najduže bio na listi je bila Švajcarska gde je proveo 18 nedelja. Suprotno tome, pesma je bila na italijanskom čartu samo nedelju dana.
U SAD-u, singl se nalazio na 42. mestu. Razlozi za ovako nisku poziciju su viđeni u slaboj promociji i- prema Rendiju Taraboreliju i Vilijemu Rulmenu, piscu iz „Olmjuzika“- nastupajućem javnom interesu Amerikanaca za pevačev privatni život gde je bila zanemarena njegova muzika.
„Blood on the Dance Floor“ je bio 20. i poslednji Džeksonov reizdati singl sa „Visionary: The Video Singles“ albuma. Izdat u junu 2006., našao se na 19. mestu u UK.

## Pozicije na listama
| Chart               | Peak position |
| ------------------- | ------------- |
| Australija          | 5             |
| Austrija            | 9             |
| Belgija (Flandrija) | 11            |
| Belgija (Valonija)  | 11            |
| Finska              | 2             |
| Francuska           | 10            |
| Nemačka             | 5             |
| Italija             | 10            |
| Holandija           | 7             |
| Novi Zeland         | 1             |
| Norveška            | 2             |
| Španija             | 1             |
| Švedska             | 2             |
| Švajcarska          | 5             |
| UK                  | 1             |
| SAD                 | 42            |

## Lista pesama
UK singl #1
1. -{"Blood on the Dance Floor" – 4:12
2. "Blood on the Dance Floor" (TM's Switchblade Mix) – 8:39
3. "Blood on the Dance Floor" (Refugee Camp Mix) – 5:27
4. "Blood on the Dance Floor" (Fire Island Vocal Mix) – 8:57
5. "Blood on the Dance Floor" (Fire Island Dub) – 8:55}-

UK singl #2
1. -{"Blood on the Dance Floor" – 4:12
2. "Blood on the Dance Floor" (TM's Switchblade Edit) – 8:39
3. "Blood on the Dance Floor" (Fire Island Radio Edit) – 8:57
4. "Dangerous" (Roger's Dangerous Club Mix) – 6:55}-

SAD singl
1. -{"Blood on the Dance Floor" – 4:12
2. "Blood on the Dance Floor" (TM's Switchblade Edit - long) – 4:11
3. "Blood on the Dance Floor" (Refugee Camp Edit) – 3:19
4. "Blood on the Dance Floor" (Fire Island Radio Edit) – 3:50
5. "Blood on the Dance Floor" (TM's Switchblade Mix - long) – 10:00
6. "Dangerous" (Roger's Dangerous Club Mix) – 6:55}-

## Osoblje
- Pisao i komponovao Majkl Džekson
- Producirali Majkl Džekson i Tedi Rajli
- Inžinjirali Tedi Rajlim Dejv Vej i Mik Gizauski
- Vokalno aranžirao Majkl Džekson
- Klavijature i sintesajzeri: Tedi Rajli i Bred Bakser
- Programiranje udaraljki: Tedi Rajli i Bred Bakser
- Programiranje digitalnog sistema: Met Karpenter
- Dodatno inžinjirali Edi DiLena i Endru Šeps
- Saradnici inžinjera: Rič Džulaj, Sem Kertis i Džon Muni

## Literatura
- Halstead, Craig (2007). Michael Jackson: For the Record. Authors  OnLine. стр. 46-48. ISBN 978-0-7552-0267-6.